# XXIII Premis de la Crítica de les Arts Escèniques
La vint-i-tresena edició dels Premis de la Crítica de les Arts Escèniques va correspondre a l'any 2020. El lliurament dels premis va tenir lloc a La Villarroel, el 10 de març de 2021. Després d'ajornar-se una setmana respecte a la data prevista, l'acte es va haver de celebrar amb una limitació d'aforament al 50% per complir les mesures de prevenció sanitàries decretades per combatre la pandèmia mundial per coronavirus i, paral·lelament, es va emetre per streaming a través de YouTube.
Aquesta va ser la primera edició del premis en declarar una categoria deserta (millor actor de musical) i també la primera de la tercera etapa dels guardons en atorgar una categoria de manera directe, és a dir, sense finalistes previs (millor actriu de musical). Això es deu, en part, al fet que l'any 2020 va ser un any escènic irregular, amb els teatres tancats durant diversos mesos (del 14 de març al 25 de maig i del 30 d'octubre al 23 de novembre) a causa de la pandèmia de covid-19. Pel mateix motiu, el Premi a Millor Musical va ser compartit (Ex aequo) entre dures produccions i el jurat va decidir concedir el Premi a Millor Sala a totes les sales de teatre de Catalunya en reconeixement dels esforços de tots els equipaments del sector per mantenir l'activitat escènica durant una temporada marcada per la crisi sanitària. Aquesta edició també va ser la primera en incloure la categoria de millor peça de dansa de curt o mitjà format.

## VIII Premi Gonzalo Pérez de Olaguer
- Tricicle, en reconeixement d'una trajectòria de més de quaranta anys i després d'anunciar la seva retirada definitiva dels escenaris.[4]

## II Premi Maria José Ragué
- Nus Cooperativa, per la seva aportació amb mirada de gènere a la creació teatral.[2]

## XXIII Premis de la Crítica de Teatre
| Categoria | Persona                                                                                    | Obra | Autoria                                                           | Direcció                                                                                         | Teatre |
| --- | ------------------------------------------------------------------------------------------ | --- | ----------------------------------------------------------------- | ------------------------------------------------------------------------------------------------ | ------ |
| Millor espectacle |                                                                                            | |                                                                   |                                                                                                  |        |
| - | Les tres germanes'                                                                         | Adaptació de Marc Artigau, Cristina Genebat i Julio Manrique de l'obra homònima d'Anton Txékhov | Julio Manrique                                                    | Teatre Lliure                                                                                    |        |
| - | Justícia                                                                                   | Guillem Clua | Josep Maria Mestres                                               | TNC                                                                                              |        |
| - | Solitud                                                                                    | Albert Arribas a parir de la novel·la homònima de Caterina Albert i Paradís (Victor Català) | Alícia Gorina                                                     | TNC                                                                                              |        |
| Millor espectacle internacional |                                                                                            | |                                                                   |                                                                                                  |        |
| - | The Scarlet Letter                                                                         | Angélica Liddell a partir de la novel·la La lletra escarlata de Nathaniel Hawthorne, amb producció de La Colline – Théâtre National, los Teatros del Canal de Madrid i el Centre Dramatique National Orléans Val de Centre.                          | Angélica Liddell                                                  | Teatre Lliure (Grec 20)                                                                          |        |
| - | Drei Schwestern                                                                            | Adaptació d'Helena Eckert i Susanne Kennedy de l'obra Les tres germanes d'Anton Txékhov, amb la companyia de la Münchner Kammerspiele. | Susanne Kennedy                                                   | Teatre Lliure (I cicle Katharsis)                                                                |        |
| - | Díptic: La porta absent i La cambra perduda (The Missing Door/The Lost Room)               | Gabriela Carrizo, Franck Chartier i la companyia Peeping Tom | Gabriela Carrizo i Franck Chartier                                | Teatre Grec (Grec 20)                                                                            |        |
| Millor espectacle de petit format |                                                                                            | |                                                                   |                                                                                                  |        |
| - | Aquest país no descobert que no deixa tornar de les seves fronteres cap dels seus viatgers | Àlex Rigola, Dobrin Plamenov, Alba Pujol, Irene Vicente i les productores Titus Andrònic S.L. i Heartbreak Hotel. | Àlex Rigola                                                       | Teatre de Salt (Temporada Alta 2019), Sala Beckett i Teatre Poliorama                            |        |
| - | Germanes                                                                                   | Wajdi Mouawad | Roberto Romei                                                     | Teatre Tantarantana                                                                              |        |
| - | Teatro Amazonas                                                                            | Laida Azkona Goñi i Txalo Toloza-Fernández (Cia. Azkona & Toloza) | Laida Azkona Goñi i Txalo Toloza-Fernández (Cia. Azkona & Toloza) | Teatre Lliure (Grec 20)                                                                          |        |
| Millor musical (Ex aequo) |                                                                                            | |                                                                   |                                                                                                  |        |
| - | A Chorus Line                                                                              | Adaptació d'Antonio Banderas del musical original amb llibret de James Kirkwood, Jr. i Nicholas Dante, lletres d'Edward Kleban, música de Marvin Hamlisch i coreografies de Michael Bennett. Producció del Teatro del Soho CaixaBank i John Breglio. | Baayork Lee, Antonio Banderas, Pau Baiges i Arturo Díez-Boscovich | Teatre Tívoli                                                                                    |        |
| - | Infanticida                                                                                | Neus Pàmies, Clara Peya i Marc Rosich, a partir de l'obra La infanticida de Caterina Albert (Víctor Català) | Marc Angelet                                                      | Sala Atrium                                                                                      |        |
| Premi a les noves tendències |                                                                                            | |                                                                   |                                                                                                  |        |
| - | It don’t worry me                                                                          | Creació col·lectiva de la Cia. Atresbandes, Bertrand Lesca i Nasi Voutsas | Cia. Atresbandes, Bertrand Lesca i Nasi Voutsas                   | Teatre Lliure                                                                                    |        |
| - | Explore el jardín de los Cárpatos                                                          | Creació col·lectiva de la Cia. José y sus Hermanas amb producció del Grec Festival, el Festival TNT, el Festival Temporada Alta, el Teatre Lliure i el Festival MeetYou de Valladolid                                                                | Cia. José y sus Hermanas                                          | Grec 20 (en línia), Festival TNT 2020 (en línia) Teatre Lliure i Temporada Alta 2020 (en línia)  |        |
| - | The Mountain                                                                               | Àlex Serrano, Pau Palacios, Ferran Dordal i la Agrupación Señor Serrano | Àlex Serrano, Pau Palacios, Ferran Dordal                         | Teatre Lliure (Grec 20)                                                                          |        |
| Millor direcció |                                                                                            | |                                                                   |                                                                                                  |        |
| Carlota Subirós | El quadern daurat                                                                          | Adaptació de Carlota Subirós i Ferran Dordal de la novel·la homònima de Doris Lessing | -                                                                 | Teatre Lliure                                                                                    |        |
| Alícia Gorina | Solitud                                                                                    | Albert Arribas a parir de la novel·la homònima de Caterina Albert i Paradís (Victor Català) | -                                                                 | TNC                                                                                              |        |
| Julio Manrique | Les tres germanes                                                                          | Adaptació de Marc Artigau, Cristina Genebat i Julio Manrique de l'obra homònima d'Anton Txékhov | -                                                                 | Teatre Lliure                                                                                    |        |
| Millor actriu principal |                                                                                            | |                                                                   |                                                                                                  |        |
| Nora Navas | El quadern daurat                                                                          | Adaptació de Carlota Subirós i Ferran Dordal de la novel·la homònima de Doris Lessing | Carlota Subirós                                                   | Teatre Lliure                                                                                    |        |
| Maria Ribera | Solitud                                                                                    | Albert Arribas a parir de la novel·la homònima de Caterina Albert i Paradís (Victor Català) | Alícia Gorina                                                     | TNC                                                                                              |        |
| Emma Vilarasau | La cabra o qui és Sylvia?                                                                  | Edward Albee | Iván Morales                                                      | La Villarroel                                                                                    |        |
| Millor actor principal |                                                                                            | |                                                                   |                                                                                                  |        |
| Josep Maria Pou | Justícia                                                                                   | Guillem Clua | Josep Maria Mestres                                               | TNC                                                                                              |        |
| Pere Arquillué | 53 diumenges                                                                               | Cesc Gay | Cesc Gay                                                          | Teatre Romea                                                                                     |        |
| David Vert | Només la fi del món                                                                        | Jean-Luc Lagarce i la Cia. La Perla 29 | Oriol Broggi                                                      | Biblioteca de Catalunya                                                                          |        |
| Millor actriu de repartiment |                                                                                            | |                                                                   |                                                                                                  |        |
| Mireia Aixalà | Les tres germanes                                                                          | Adaptació de Marc Artigau, Cristina Genebat i Julio Manrique de l'obra homònima d'Anton Txékhov | Julio Manrique                                                    | Teatre Lliure                                                                                    |        |
| Vicky Peña | Justícia                                                                                   | Guillem Clua | Josep Maria Mestres                                               | TNC                                                                                              |        |
| Rosa Renom | L'hèroe                                                                                    | Adaptació de l'obra original de Santiago Rusiñol a càrrec d'Albert Arribas | Lurdes Barba                                                      | TNC                                                                                              |        |
| Millor actor de repartiment |                                                                                            | |                                                                   |                                                                                                  |        |
| Albert Prat | L'hèroe                                                                                    | Adaptació de l'obra original de Santiago Rusiñol a càrrec d'Albert Arribas | Lurdes Barba                                                      | TNC                                                                                              |        |
| Jordi Rico | Les tres germanes                                                                          | Adaptació de Marc Artigau, Cristina Genebat i Julio Manrique de l'obra homònima d'Anton Txékhov | Julio Manrique                                                    | Teatre Lliure                                                                                    |        |
| Lluís Soler | Les tres germanes                                                                          | Adaptació de Marc Artigau, Cristina Genebat i Julio Manrique de l'obra homònima d'Anton Txékhov | Julio Manrique                                                    | Teatre Lliure                                                                                    |        |
| Millor actriu de musical |                                                                                            | |                                                                   |                                                                                                  |        |
| Neus Pàmies | Infanticida                                                                                | Neus Pàmies, Clara Peya i Marc Rosich, a partir de l'obra La infanticida de Caterina Albert (Víctor Català) | Marc Angelet                                                      | Sala Atrium                                                                                      |        |
| Millor actor de musical | DESERT                                                                                     | DESERT | DESERT                                                            | DESERT                                                                                           | DESERT |
| Millor text |                                                                                            | |                                                                   |                                                                                                  |        |
| Guillem Clua | Justícia                                                                                   | Guillem Clua | Josep Maria Mestres                                               | TNC                                                                                              |        |
| Marc Crehuet | “La morta” de Pompeu Crehuet                                                               | Marc Crehuet | Marc Crehuet                                                      | Sala Beckett                                                                                     |        |
| Denise Duncan | El combat del segle                                                                        | Denise Duncan | Denise Duncan                                                     | Sala Beckett                                                                                     |        |
| Millor dramatúrgia o adaptació |                                                                                            | |                                                                   |                                                                                                  |        |
| Carlota Subirós i Ferran Dordal | El quadern daurat                                                                          | Adaptació de Carlota Subirós i Ferran Dordal de la novel·la homònima de Doris Lessing | Carlota Subirós                                                   | Teatre Lliure                                                                                    |        |
| Albert Arribas | L'hèroe                                                                                    | Adaptació de l'obra original de Santiago Rusiñol a càrrec d'Albert Arribas | Lurdes Barba                                                      | TNC                                                                                              |        |
| Marc Artigau, Cristina Genebat i Julio Manrique | Les tres germanes                                                                          | Adaptació de Marc Artigau, Cristina Genebat i Julio Manrique de l'obra homònima d'Anton Txékhov | Julio Manrique                                                    | Teatre Lliure                                                                                    |        |
| Millor espai escènic |                                                                                            | |                                                                   |                                                                                                  |        |
| Max Glaenzel | El quadern daurat                                                                          | Adaptació de Carlota Subirós i Ferran Dordal de la novel·la homònima de Doris Lessing | Carlota Subirós                                                   | Teatre Lliure                                                                                    |        |
| Lluc Castells | Les tres germanes                                                                          | Adaptació de Marc Artigau, Cristina Genebat i Julio Manrique de l'obra homònima d'Anton Txékhov | Julio Manrique                                                    | Teatre Lliure                                                                                    |        |
| Víctor Peralta | El combat del segle                                                                        | Denise Duncan | Denise Duncan                                                     | Sala Beckett                                                                                     |        |
| Millor vestuari |                                                                                            | |                                                                   |                                                                                                  |        |
| Marta Rafa | El quadern daurat                                                                          | Adaptació de Carlota Subirós i Ferran Dordal de la novel·la homònima de Doris Lessing | Carlota Subirós                                                   | Teatre Lliure                                                                                    |        |
| Maria Armengol | Les tres germanes                                                                          | Adaptació de Marc Artigau, Cristina Genebat i Julio Manrique de l'obra homònima d'Anton Txékhov | Julio Manrique                                                    | Teatre Lliure                                                                                    |        |
| Bàrbara Glaenzel | Solitud                                                                                    | Albert Arribas a parir de la novel·la homònima de Caterina Albert i Paradís (Victor Català) | Alícia Gorina                                                     | TNC                                                                                              |        |
| Millor il·luminació |                                                                                            | |                                                                   |                                                                                                  |        |
| Carlos Marquerie | El quadern daurat                                                                          | Adaptació de Carlota Subirós i Ferran Dordal de la novel·la homònima de Doris Lessing | Carlota Subirós                                                   | Teatre Lliure                                                                                    |        |
| Raimon Rius | Solitud                                                                                    | Albert Arribas a parir de la novel·la homònima de Caterina Albert i Paradís (Victor Català) | Alícia Gorina                                                     | TNC                                                                                              |        |
| Joana Serra | Ahir                                                                                       | Cia. Animal Religion (Quim Girón, Joana Serra, Joan Cot Ros) | Carlota Grau                                                      | TNC                                                                                              |        |
| Millors eines digitals |                                                                                            | |                                                                   |                                                                                                  |        |
| Francesc Isern | Assedegats                                                                                 | Wajdi Mouawad, Benoît Vermeulen i Cia. La Perla 29 | Oriol Broggi                                                      | Biblioteca de Catalunya (Grec 20)                                                                |        |
| Agrupación Señor Serrano | The Mountain                                                                               | Àlex Serrano, Pau Palacios, Ferran Dordal i la Agrupación Señor Serrano | Àlex Serrano, Pau Palacios, Ferran Dordal                         | Teatre Lliure (Grec 20)                                                                          |        |
| María Aponte | Explore el jardín de los Cárpatos                                                          | Creació col·lectiva de la Cia. José y sus Hermanas amb producció del Grec Festival, el Festival TNT, el Festival Temporada Alta, el Teatre Lliure i el Festival MeetYou de Valladolid                                                                | Cia. José y sus Hermanas                                          | Grec 20 (en línia), Festival TNT 2020 (en línia), Teatre Lliure i Temporada Alta 2020 (en línia) |        |
| Millor espai sonor |                                                                                            | |                                                                   |                                                                                                  |        |
| Damien Bazín | Les tres germanes                                                                          | Adaptació de Marc Artigau, Cristina Genebat i Julio Manrique de l'obra homònima d'Anton Txékhov | Julio Manrique                                                    | Teatre Lliure                                                                                    |        |
| Jordi Bonet | El combat del segle                                                                        | Denise Duncan | Denise Duncan                                                     | Sala Beckett                                                                                     |        |
| Joan Cot Ros | Ahir                                                                                       | Cia. Animal Religion (Quim Girón, Joana Serra, Joan Cot Ros) | Carlota Grau                                                      | TNC                                                                                              |        |
| Millor música original o adaptada |                                                                                            | |                                                                   |                                                                                                  |        |
| Aurora Bauzà i Pere Jou | Aquella nit (una obra de teatre amb cançons)                                               | David Greig i Gordon McIntyre, producció de La Brutal i Minoria Absoluta | David Selvas                                                      | La Villarroel                                                                                    |        |
| Marco Mezquida | El combat del segle                                                                        | Denise Duncan | Denise Duncan                                                     | Sala Beckett                                                                                     |        |
| Clara Peya | Infanticida                                                                                | Neus Pàmies, Clara Peya i Marc Rosich, a partir de l'obra La infanticida de Caterina Albert (Víctor Català) | Marc Angelet                                                      | Sala Atrium                                                                                      |        |
| Premi Revelació |                                                                                            | |                                                                   |                                                                                                  |        |
| Oriol Puig Grau | Karaoke Elusia                                                                             | Oriol Puig Grau | Oriol Puig Grau                                                   | Sala Beckett                                                                                     |        |
| Guillem Balart | Assedegats                                                                                 | Wajdi Mouawad, Benoît Vermeulen i Cia. La Perla 29 | Oriol Broggi                                                      | Biblioteca de Catalunya (Grec 20)                                                                |        |
| Guillem Balart | La guerra no té rostre de dona                                                             | Oriol Broggi, Clara Segura i la Cia. La Perla 29 a partir de textos d’Svetlana Aleksiévitx | Oriol Broggi                                                      | Biblioteca de Catalunya                                                                          |        |
| Juana Dolores | Juana Dolores – Massa diva per a un moviment assembleari                                   | Juana Dolores Romeroa Casanova | Juana Dolores Romeroa Casanova                                    | Antic Teatre                                                                                     |        |
| Millor Sala |                                                                                            | |                                                                   |                                                                                                  |        |
| Sales de Catalunya |                                                                                            | |                                                                   |                                                                                                  |        |
| Jurat de Teatre |                                                                                            | |                                                                   |                                                                                                  |        |
| Jordi Bordes (El Punt Avui), Elisa Díez (Butaques i Somnis / Recomana), Sergi Dòria (ABC), Imma Fernández (El Periódico), Teresa Ferré (El Temps de les Arts), Santi Fondevila (Ara / Time Out Barcelona), Andreu Gomila (El Temps de les Arts / Time Out Barcelona), Iolanda G. Madariaga (Recomana), Gema Moraleda (Somnis de teatre), Juan Carlos Olivares (La Vanguardia / Time Out Barcelona), Ramon Oliver (La Vanguardia - Què fem?), Marcos Ordóñez (El País), Xavi Pardo (RAC1 / Àrtic), Manuel Pérez i Muñoz (El Periódico / Entreacte), Oriol Puig Taulé (Núvol), Núria Sàbat (Recomana), José Carlos Sorribes (El Periódico), Andreu Sotorra (Clip de Teatre) i Pep Vila (Catalunya Ràdio) |                                                                                            | |                                                                   |                                                                                                  |        |

## VII Premis de la Crítica de Dansa
| Categoria | Persona | Obra | Autoria | Direcció | Teatre |
| --- | --- | --- | --- | --- | --- |
| Millor espectacle nacional de dansa | | | | | |
| - | Sonoma | Marcos Morau i La Veronal | Marcos Morau                                                                                                  | MNAC (Grec 20) i Temporada Alta 2020 (en línia)                                                               | |
| - | Rèquiem nocturn                                                                                               | Pere Faura | Pere Faura | Mercat de les Flors (Grec 20)                                                                                 | |
| - | Contrakant | Tomàs Aragay, Sofia Asencio i la Societat Doctor Alonso | Tomàs Aragay i Sofia Asencio                                                                                  | Mercat de les Flors                                                                                           | |
| Millor espectacle internacional de dansa | | | | | |
| - | And so you see… our honorable blue sky and ever enduring sun… can only be consumed slice by slice…            | Robyn Orlin i Albert Khoza, producció del City Theater & Dance Group de Sud-àfrica i Damien Valette Prod.                                                       | Robyn Orlin i Albert Silindokuhle Ibokwe Khoza                                                                | Mercat de les Flors (Africa Moment 2020)                                                                      | |
| - | Díptic: La porta absent i La cambra perduda (The Missing Door/The Lost Room)                                  | Gabriela Carrizo, Franck Chartier i la companyia Peeping Tom | Gabriela Carrizo i Franck Chartier                                                                            | Teatre Grec (Grec 20)                                                                                         | |
| - | III Gala de Ballarins Catalans al Món                                                                         | Diversos artistes i companyies de dansa internacionals | Marisa Yudes (Directora artística de la Gala)                                                                 | Centre Cultural Terrassa                                                                                      | |
| Millor espectacle de dansa de repertori i clàssica | | | | | |
| - | Sirènes, Pastoral i Nocturne                                                                                  | Thierry Malandain, Martin Harriague i el Ballet de Biarritz | Thierry Malandain i Martin Harriague                                                                          | Centre Cultural Terrassa                                                                                      | |
| - | Fordlandia | Lucía Lacarra i Matthew Golding, Anna Hop, Yuri Possokhov, Juanjo Arques i Christopher Wheeldon amb producció de GOLDENLAC Producciones y Espectáculos          | Lucía Lacarra i Matthew Golding                                                                               | Centre Cultural Terrassa                                                                                      | |
| - | Gala d’estrelles                                                                                              | Manuel Legris, Edward Clug, Nikisha Fogo, Hans Van Manen, Andras Lukacs, Vakhtang Chabukiani, Mauro Bigonzetti, Patrick De Bana i el Ballet de l'Òpera de Viena | Manuel Legris                                                                                                 | Centre Cultural Terrassa                                                                                      | |
| Millor ballarina | | | | | |
| Janet Novás | Mercedes máis eu                                                                                              | Mercedes Peón i Janet Novás | Mercedes Peón i Janet Novás                                                                                   | La Caldera | |
| Ariadna Montfort | Sonoma | Marcos Morau i La Veronal | Marcos Morau                                                                                                  | MNAC (Grec 20) i Temporada Alta 2020 (en línia)                                                               | |
| Aina Alegre | Estudi 3 | Aina Alegre a partir de la tradició dels Balls de pastorets del Penedès i del Camp de Tarragona                                                                 | Aina Alegre                                                                                                   | L'Anònima de Manresa (23a Fira Mediterrània de Manresa)                                                       | |
| Millor ballarí | | | | | |
| Víctor Pérez Armero | Rèquiem nocturn                                                                                               | Pere Faura | Pere Faura | Mercat de les Flors (Grec 20)                                                                                 | |
| Andrés Corchero | Absències | Andrés Corchero | Andrés Corchero                                                                                               | Mercat de les Flors                                                                                           | |
| Salvador Martínez Masat | Take me with you, a la III Gala de Ballarins Catalans al Món                                                  | Robert Bondara i el Ballet de l'Òpera de Poznań | Robert Bondara                                                                                                | Centre Cultural de Terrassa                                                                                   | |
| Millor coreografia | | | | | |
| La Veronal | Sonoma | Marcos Morau i La Veronal | Marcos Morau                                                                                                  | MNAC (Grec 20) i Temporada Alta 2020 (en línia)                                                               | |
| Kirill Radev | Beyond The Threshold of the World, a la III Gala de Ballarins Catalans al Món                                 | Kirill Radev i el Korpo Dance Project | Kirill Radev                                                                                                  | Centre Cultural de Terrassa                                                                                   | |
| Mal Pelo | Inventions | Maria Muñoz, Pep Ramis i la Cia. Mal Pelo | Maria Muñoz i Pep Ramis                                                                                       | Museu Marítim de Barcelona (Grec 20) i Monestir de Sant Pere de Galligants (Temporada Alta 2020)              | |
| Millor solo | | | | | |
| Andrés Corchero | Absències | Andrés Corchero | Andrés Corchero                                                                                               | Mercat de les Flors                                                                                           | |
| Aina Alegre | Estudi 3 | Aina Alegre a partir de la tradició dels Balls de pastorets del Penedès i del Camp de Tarragona                                                                 | Aina Alegre                                                                                                   | L'Anònima de Manresa (23a Fira Mediterrània de Manresa)                                                       | |
| Núria Guiu | Spiritual Boyfriends                                                                                          | Núria Guiu | Núria Guiu | CCCB (Grec 20), Amics de les Arts de Terrassa (Festival TNT 2020) i La Caldera                                | |
| Millor peça de curt o mitjà format | | | | | |
| | AtuRa | Estela Coll, Aníbal Caballero, Giuliana Restivo, Carlos Renedo i el Ballet de Barcelona                                                                         | Carlos Renedo i Chase Johnsey                                                                                 | Sala Versus Glòries                                                                                           | |
| | Gizaki | Akira Yoshida i Lali Ayguadé | Akira Yoshida i Lali Ayguadé                                                                                  | Casa Seat | |
| | Schwanengesang                                                                                                | Javier Arozena | Javier Arozena                                                                                                | SAT! (XVI Festival Dansat)                                                                                    | |
| Menció Especial | - SAT! Sant Andreu Teatre, per la seva aposta permanent per a la programació d’espectacles i cicles de dansa. | - SAT! Sant Andreu Teatre, per la seva aposta permanent per a la programació d’espectacles i cicles de dansa.                                                   | - SAT! Sant Andreu Teatre, per la seva aposta permanent per a la programació d’espectacles i cicles de dansa. | - SAT! Sant Andreu Teatre, per la seva aposta permanent per a la programació d’espectacles i cicles de dansa. | - SAT! Sant Andreu Teatre, per la seva aposta permanent per a la programació d’espectacles i cicles de dansa. |
| Jurat de Dansa | | | | | |
| Clàudia Brufau (Revista Musical Catalana), Carmen del Val (El País), Sara Esteller (saraesteller.com), Valèria Gaillard (Recomana), Oriol Puig Taulé (Núvol), Bàrbara Raubert (Recomana) i Jordi Sora i Domenjó (El Temps de les Arts / Escena de la memòria) | | | | | |

## VII Premi de la Crítica de Teatre Familiar
| Categoria | Persona                | Obra                                                                                                | Autoria     | Direcció                                                          | Teatre |
| --- | ---------------------- | --------------------------------------------------------------------------------------------------- | ----------- | ----------------------------------------------------------------- | ------ |
| Millor espectacle familiar |                        | |             |                                                                   |        |
| - | Camí a l’escola        | Rosa Díaz, Jordi Farrés i la Cia. Campi Qui Pugui, a partir del documental homònim de Pascal Plison | Rosa Díaz   | SAT!                                                              |        |
| - | La faula de l’esquirol | Jokin Oregi i la Companyia de Comediants La Baldufa                                                 | Jokin Oregi | Teatre Conservatori de Manresa (23a Fira Mediterrània de Manresa) |        |
| - | Orbital                | Jordi Farrés, Pep Farrés, Jordi Palet i la Cia. Farrés Brothers                                     | Jordi Palet | Mercat de les Flors (Grec 20)                                     |        |
| Jurat Familiar |                        | |             |                                                                   |        |
| Ferran Baile (Recomana), Jordi Bordes (El Punt Avui), Núria Cañamares (Entreacte), Dani Chicano (Escena Familiar), Iolanda G Madariaga (Recomana), Martí Rossell Pelfort (Novaveu) i Marc Sabater (Petit Sabadell / Petit Terrassa) |                        | |             |                                                                   |        |

## VI Premi de la Crítica d'Arts del Carrer
| Categoria | Persona                     | Obra                                                                                               | Autoria                                                                        | Direcció                                                               | Teatre |
| --- | --------------------------- | -------------------------------------------------------------------------------------------------- | ------------------------------------------------------------------------------ | ---------------------------------------------------------------------- | ------ |
| Millor espectacle d'arts del carrer |                             | |                                                                                |                                                                        |        |
| - | Paraules que trenquen ossos | Núria Clemares, Marc Fernández i la Cia. Pagans                                                    | Núria Clemares                                                                 | Parc del Cardener (23a Fira Mediterrània de Manresa)                   |        |
| - | Echoes                      | Stéphane Lévy i la Cia. Moveo                                                                      | Stéphane Lévy                                                                  | Parc de la Trinitat (Festival d’Arts de Carrer de La Mercè - MAC 2020) |        |
| - | [The Frame]                 | Creació col·lectiva de la Cia. Eléctrico 28, amb producció de FiraTàrrega i Theaterland Steiermark | Cia. Eléctrico 28 (Daniela Poch, Josep Cosials, Jordi Solé i Alina Stockinger) | Plaça del Sortidor del Poblenou (Cicle Escenes Singulars)              |        |
| Jurat Arts de Carrer |                             | |                                                                                |                                                                        |        |
| Núria Cañamares (Recomana.cat), Imma Fernández (El Periódico de Catalunya), Gema Moraleda (Somnis de teatre), Xavi Pardo (RAC1 / Àrtic), Manuel Pérez i Muñoz (Entreacte / El Periódico de Catalunya) i Oriol Puig Taulè (Núvol) |                             | |                                                                                |                                                                        |        |

## IV Premi Novaveu de la Crítica Jove
| Obra | Autoria | Direcció                                                          | Teatre                                                                                           |
| --- | --- | ----------------------------------------------------------------- | ------------------------------------------------------------------------------------------------ |
| Alhayat o la suma dels dies | Laia Foguet, Aura Foguet i la Cia. La Viciosa | Aura Foguet                                                       | El Maldà                                                                                         |
| Explore el jardín de los Cárpatos | Creació col·lectiva de la Cia. José y sus Hermanas amb producció del Grec Festival, el Festival TNT, el Festival Temporada Alta, el Teatre Lliure i el Festival MeetYou de Valladolid | Cia. José y sus Hermanas                                          | Grec 20 (en línia), Festival TNT 2020 (en línia), Teatre Lliure i Temporada Alta 2020 (en línia) |
| Spiritual Boyfriends | Núria Guiu | Núria Guiu                                                        | CCCB (Grec 20), Amics de les Arts de Terrassa (Festival TNT 2020) i La Caldera                   |
| Teatro Amazonas | Laida Azkona Goñi i Txalo Toloza-Fernández (Cia. Azkona & Toloza) | Laida Azkona Goñi i Txalo Toloza-Fernández (Cia. Azkona & Toloza) | Teatre Lliure (Grec 20)                                                                          |
| Jurat | |                                                                   |                                                                                                  |
| Membres del col·lectiu Novaveu: Roser Casamayor de Bolos, Paula Castillo, Joana Cortils Munné, Alba Cuenca Sánchez, Marta Duran Arranz, Nil Martín López, Judit Martínez Gili i Martí Rossell Pelfort. | |                                                                   |                                                                                                  |